# Dusona pahalgamensis
Dusona pahalgamensis là một loài tò vò trong họ Ichneumonidae.